# 京成電鉄の車両検修施設
京成電鉄の車両検修施設（けいせいでんてつのしゃりょうけんしゅうしせつ）としては、宗吾車両基地（宗吾工場・検車区、宗吾参道駅）、高砂車庫（京成高砂駅）、津田沼車庫（京成津田沼駅）、くぬぎ山車両基地（くぬぎ山駅）がある。
この他に、青砥・京成津田沼・千葉中央・京成大和田・京成臼井・新津田沼の各駅に引き上げ線がある。また海神駅には保線区がある。

## 宗吾車両基地
宗吾車両基地は重要部検査および全般検査を行う宗吾工場と、状態・機能検査（月検査）と列車検査を行う検車区の2つの組織で構成される。
宗吾工場は「検査職場」「艤装職場」「台車職場」「電機職場」の4部門から構成される。検査車両の清掃や検査機器の一部は京成車両工業など協力会社に委託している。年間施工数は約160両。
検車区は列車の出入庫と列車検査、営業線対応を行う「仕業検査職場」、状態・機能検査（90日以内に行う月検査）を行う「仕立検査職場」、臨時業務に対応する「随修職場」の3部門から構成されている。随修職場（随時修繕職場）では空調装置の清掃、輪軸交換や車両故障対応などを行っている。
検車区は宗吾車庫内に仕業検査職場・仕立検査職場・随修職場を有し、高砂・津田沼車庫では仕業検査職場を有している。かつては高砂車庫・津田沼車庫を管掌する高砂検車区と宗吾検車区が分かれていたが、2017年4月1日付で組織統合され、組織上は1つの検車区となっている（「検車区」の下部組織に高砂仕業検査職場、宗吾仕業検査職場、仕立検査職場、随修職場がある）。
ただし、3700形6次車以降と3000形は省力化が可能な機器を採用したことから、2013年度より15日要していた重要部検査を3日で検査をする「新重要部検査」を実施している。北総鉄道・舞浜リゾートラインの車両の検査もここで行っている。夜間は自社車両のほかに都営地下鉄浅草線の車両が留置される。
京成電鉄の車両は1997年以降全車両宗吾車両基地所属。

### 概要
- 敷地面積 : 103,947m2[1]
- 収容車両数 : 310両 + 工場定置12両[1]
- 車両洗浄装置を2基設置しており、年間約2,500両の洗車を実施している[6]。
- 2009年度には成田スカイアクセス線開業に伴う車両増備（AE形・3050形の新造）に対応するため、留置線の増設が行われた[5]。収容車両数は228両→288両に増加、さらに拡張して最終的には310両の収容が可能となった[5]。

### 沿革
- 1966年（昭和41年）10月 - 宗吾車庫を開設[7]
- 1978年（昭和53年）5月5日 - 京成スカイライナー放火事件が発生
- 1980年（昭和55年）2月 - 宗吾車両基地建設工事着工[7]
- 1981年（昭和56年）4月 - 宗吾車両基地一部竣工
- 1982年（昭和57年）9月10日 - 宗吾車両基地竣工[7]
- 1991年（平成3年）5月 - 宗吾車庫増線（8輌×4編成分）
- 1997年（平成9年）1月 - 旧車両保存展示場を開設[7]
- 2009年（平成21年）10月 - 成田スカイアクセス線開業に伴う、車両基地の線増計画完成[7]
- 2017年（平成29年）2月 - 旧車両保存展示場にAE100形を追加[7]
- 2024年（令和6年）4月 - 成田空港の機能強化に伴い、宗吾車両基地を拡張するための起工式を実施。2029年（令和11年）3月までに完成予定[8][9]。

### 保存車両
当車両基地内には、京成電鉄で使用されていた以下に記載する歴代の車両が静態保存されている。
- 京成200形204号
- 京成初代3000形3004号
- 京成AE車AE61号（初代スカイライナー）
  - ただし、台車は3400形に流用したため、3050形の台車を履いている。
- 京成AE100形AE161号（2代目スカイライナー）

このほか、20形が使用していた、アメリカ・ブリル社製の台車が保存されている。これは京成電鉄で現存する最古の台車。

## 高砂車庫

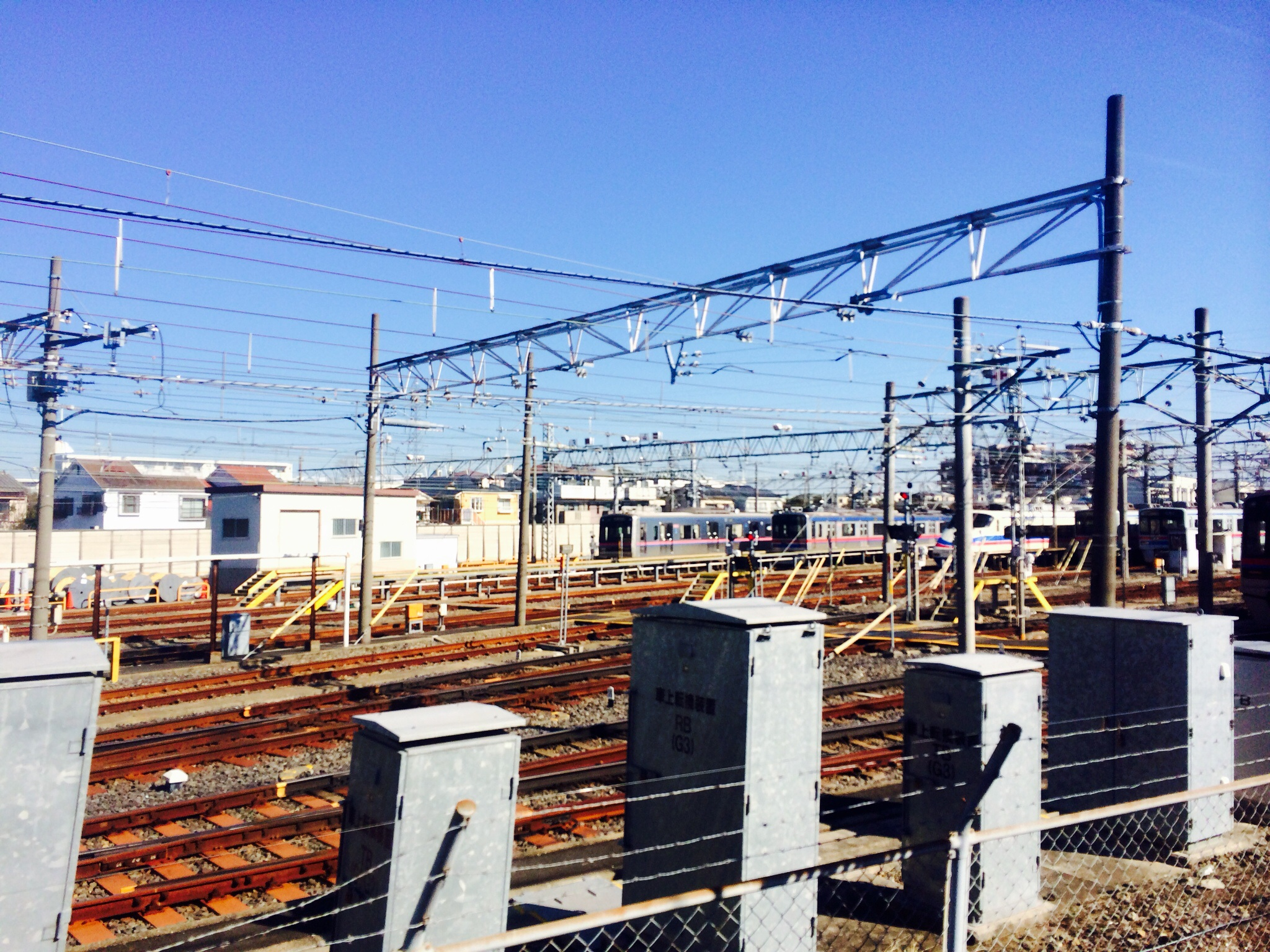
高砂車庫

高砂は都心に近い拠点として車両の留置と列車検査を主体としている。金町線の4両編成車はここを拠点としている。留置能力は約192両で、夜間は自社車両のほか京急の車両1本が留置される。1963年より1968年まで敷地内の一部に東京都交通局高砂検修場が置かれていたが、その境界は防火壁で厳密に分けられていた。
この車庫があることで、隣接する京成高砂駅の高架化工事計画が難航し、深刻な開かずの踏切問題が発生している。

### 概要
- 所在地：東京都葛飾区高砂5-55-1[4]
- 敷地面積 : 37,463 m2[1][4]
- 収容車両数 : 192両 [1]
- 業務内容：列車検査・車両清掃など[1]

### 沿革
- 1912年（大正元年）11月 - 曲金（現・高砂）に車庫を設置
- 1918年（大正7年）10月 - 暴風雨により車庫上屋倒壊
- 1921年（大正10年）7月 - 機械工場を設置
- 1926年（大正15年）12月 - 津田沼車庫新設に伴い定期検査業務を移行。

## 津田沼車庫
主に千葉線・千原線で運用される通勤車が留置される。留置能力は44両。原則として8両編成は入庫しない。
以前は京成津田沼駅に隣接して第一工場、新京成新津田沼駅裏（現・イオンモール津田沼）に第二工場をそれぞれ構えていた。このため新京成電鉄新京成線（現・京成松戸線）の京成津田沼駅 - 新津田沼駅間は京成第二工場の構内側線扱いであった。

### 概要
- 所在地：千葉県習志野市鷺沼2-1-15[4]
- 敷地面積 : 6,454 m2[1][4]
- 収容車両数 : 44両 [1]
- 業務内容：列車検査・車両清掃など[1]

### 沿革
- 1926年（大正15年）12月 - 津田沼車庫設置
- 1954年（昭和29年） - 鉄道第二連隊材料廠跡地を大蔵省から借り受け、第二工場を設置
- 1962年（昭和37年） - 第一工場全面改築
- 1981年（昭和56年） - 第一工場・第二工場閉鎖。車庫縮小。工場最終出場車はクハ2108。
- 1987年（昭和62年） - 第二工場構内側線（京成津田沼駅 - 新津田沼駅間）の資産を新京成電鉄に移管[注 2]。